# Premières
Pour les articles homonymes, voir Première.
Premières est une ancienne commune française située dans le département de la Côte-d'Or, en région Bourgogne-Franche-Comté.
La commune fusionne le 28 février 2019 avec Collonges-lès-Premières pour former la nouvelle commune de Collonges-et-Premières.

## Politique et administration
| Période | Période  | Identité       | Étiquette | Qualité |
| ------- | -------- | -------------- | --------- | ------- |
| 2019    | En cours | Pascal Marteau |           |         |

| Période                                  | Période | Identité       | Étiquette | Qualité |
| ---------------------------------------- | ------- | -------------- | --------- | ------- |
| Les données manquantes sont à compléter. |         |                |           |         |
| 1995                                     | 2019    | Pascal Marteau |           |         |

## Démographie
L'évolution du nombre d'habitants est connue à travers les recensements de la population effectués dans la commune depuis 1793. Pour les communes de moins de 10 000 habitants, une enquête de recensement portant sur toute la population est réalisée tous les cinq ans, les populations de référence des années intermédiaires étant quant à elles estimées par interpolation ou extrapolation. Pour la commune, le premier recensement exhaustif entrant dans le cadre du nouveau dispositif a été réalisé en 2006.

En 2017, la commune comptait 141 habitants, en évolution de +7,63 % par rapport à 2011 (Côte-d'Or : +0,82 %, France hors Mayotte : +2,11 %).
| 1793 | 1800 | 1806 | 1821 | 1836 | 1841 | 1846 | 1851 | 1856 |
| ---- | ---- | ---- | ---- | ---- | ---- | ---- | ---- | ---- |
| 133  | 98   | 114  | 121  | 202  | 207  | 220  | 192  | 199  |

| 1861 | 1866 | 1872 | 1876 | 1881 | 1886 | 1891 | 1896 | 1901 |
| ---- | ---- | ---- | ---- | ---- | ---- | ---- | ---- | ---- |
| 215  | 217  | 218  | 188  | 175  | 169  | 170  | 160  | 149  |

| 1906 | 1911 | 1921 | 1926 | 1931 | 1936 | 1946 | 1954 | 1962 |
| ---- | ---- | ---- | ---- | ---- | ---- | ---- | ---- | ---- |
| 143  | 135  | 118  | 104  | 131  | 125  | 95   | 96   | 94   |

| 1968 | 1975 | 1982 | 1990 | 1999 | 2006 | 2011 | 2016 | 2017 |
| ---- | ---- | ---- | ---- | ---- | ---- | ---- | ---- | ---- |
| 90   | 84   | 111  | 120  | 125  | 92   | 131  | 141  | 141  |